# Чемпионат Бенина по шоссейному велоспорту
Чемпионат Бенина по шоссейному велоспорту — национальный чемпионат Бенина по шоссейному велоспорту, проводимый Федерацией велоспорта Бенина. За победу в дисциплинах присуждается майка в цветах национального флага (на илл.).

## Призёры

### Мужчины. Групповая гонка.
| Год  | Победитель              | Второй                    | Третий           |         |
| ---- | ----------------------- | ------------------------- | ---------------- | ------- |
| 2010 | Обьерж Согло            | Эжен Хансинон             | Огюстен Амуссуви |         |
| 2014 | Огюстен Амуссуви        | Жак Аделан                | Арно Тутиган     |         |
| 2017 | Эрик Ахуанджину         | Идрису Башики             | Робер Кпона      |         |
| 2018 | Идрису Башики           | Робер Кпона               | Огюстен Амуссуви |         |
| 2019 | Эммануэль Сагбо         | Идрису Башики             | Ромуальд Суджи   |         |
| 2020 | отменён                 | отменён                   | отменён          | отменён |
| 2021 | Идрису Башики           | Ромуальд Суджи            | Ильяссум Тайру   |         |
| 2022 | Рикардо Чилверс Соджеде | Оноре Сегбегон Киннухезан | Зуканаири Сиди   |         |

### Мужчины. Индивидуальная гонка.
| Год  | Победитель              | Второй        | Третий         |
| ---- | ----------------------- | ------------- | -------------- |
| 2010 | Огюстен Амуссуви        | Эжен Хансинон | Обьерж Согло   |
| 2021 | Идрису Башики           | Реми Соу      | Робер Кпона    |
| 2022 | Рикардо Чилверс Соджеде | Реми Соу      | Ромуальд Суджи |

### Женщины. Групповая гонка.
| Год  | Победитель             | Второй                | Третий             |
| ---- | ---------------------- | --------------------- | ------------------ |
| 2017 | Шанталь Видогнонлонхуэ | Жозиан Видогнонлонхуэ |                    |
| 2018 | Шанталь Видогнонлонхуэ | Жозиан Видогнонлонхуэ | Фаридат Ахуанджину |
| 2019 | Шанталь Видогнонлонхуэ | Жозиан Видогнонлонхуэ | Фаридат Ахуанджину |
| 2021 | Ивета Видогнонлонхуэ   | Жозиан Видогнонлонхуэ | Дасси Изабель      |
| 2022 | Шанталь Видогнонлонхуэ | Ивета Видогнонлонхуэ  | Шарлотта Метоеви   |

### Женщины. Индивидуальная гонка.
| Год  | Победитель             | Второй               | Третий           |
| ---- | ---------------------- | -------------------- | ---------------- |
| 2022 | Шанталь Видогнонлонхуэ | Ивета Видогнонлонхуэ | Шарлотта Метоеви |